# Великорусское сельское поселение
Великорусское се́льское поселе́ние — муниципальное образование в Калачинском районе Омской области Российской Федерации.
Административный центр — село Великорусское.

## История
Статус и границы сельского поселения установлены Законом Омской области от 30 июля 2004 года № 548-ОЗ «О границах и статусе муниципальных образований Омской области».

## Население
| 2010  | 2011  | 2012  | 2013  | 2014  | 2015  | 2016  |
| ----- | ----- | ----- | ----- | ----- | ----- | ----- |
| 1204  | ↘1201 | ↘1126 | ↘1121 | ↘1110 | ↘1078 | ↘1050 |
| 2017  | 2018  | 2019  | 2020  | 2021  | 2023  |       |
| ↘1047 | ↘1030 | ↘984  | ↘936  | ↘825  | ↘755  |       |

## Состав сельского поселения
| № | Населённый пункт | Тип населённого пункта       | Население |
| - | ---------------- | ---------------------------- | --------- |
| 1 | Благовещенка     | деревня                      | ↘93       |
| 2 | Великорусское    | село, административный центр | ↘627      |
| 3 | Розенталь        | деревня                      | ↘180      |
| 4 | Семеновка        | деревня                      | ↘304      |